# Pseudopaludicola atragula
Pseudopaludicola atragula es una especie de anfibio anuro de la familia Leptodactylidae.

## Distribución geográfica
Esta especie es endémica del estado de São Paulo en Brasil. Se encuentra en el municipio de Icém.

## Publicación original
- Pansonato, Mudrek, Veiga-Menoncello, Rossa-Feres, Martins & Strüssmann, 2014: A new species of Pseudopaludicola Miranda-Ribeiro, 1926 (Anura: Leptodactylidae: Leiuperinae) from northwestern state of São Paulo, Brazil. Zootaxa, n.º 3861, p. 249–264.[2]